# Francesco Invrea
Francesco Invrea (* 1641 in Genua; † 1723 ebendort) war der 132. Doge der Republik Genua und König von Korsika.

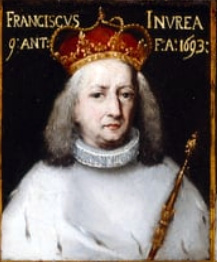
Doge Francesco Invrea

## Leben

Adelswappen der Familie Invrea

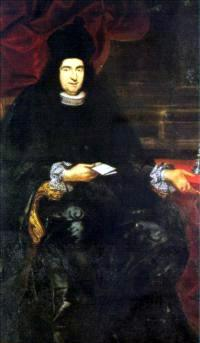
Gemälde des Adligen

Er wurde um 1641 in Genua als Sohn von Antoniotto Invrea (Doge in den Jahren 1661–1663) geboren.
Seit seinem 25. Lebensjahr engagierte er sich besonders für die Republik Genua und bekleidete verschiedene öffentliche Ämter. Im Jahr 1681 wurde Francesco Invrea zum Senator der Republik ernannt und wurde in den Jahren, in denen sich das genuesische Territorium gegen das Frankreich Ludwigs XIV. stellte, Prokurator der Republik. Dieser Konflikt führte im Mai 1684 zu einer schweren Bombardierung der Küste Genua durch die französische Flotte. Nach den Kriegsereignissen wurde er zusammen mit dem Magnifico Giuseppe Della Rovere mit der Renovierung und Instandsetzung des Palazzo Ducale beauftragt.
Francesco Invrea, kaum über fünfzig Jahre alt, wurde am 9. September 1691 von den Mitgliedern des Großen Rates zum neuen Dogen der Republik gewählt: der 87. in zweijähriger Folge und der 132. in der Geschichte der Republik. Mit dem Amt des Dogen wurde er auch für zwei Jahre König von Korsika.
Sein Dogenamt war im Innenpolitischen von normaler Verwaltungstätigkeit geprägt, während Doge Invrea in der Außenpolitik, insbesondere in wirtschaftlicher Hinsicht, mit Gegensätzen und Problemen zu jonglieren hatte. Spanien erhob finanzielle Ansprüche auf die ihm unterstellten Gebiete, wie die Marchesat Finale oder das Mailänder Gebiet, wo sich einige Lehen genuesischer Adliger befanden. Ein anderes Beispiel ist die drohende Beschlagnahmung der Güter des genuesischen Ospedale di Pammatone auf spanischem Boden. Das Heilige Römische Reich forderte von der genuesischen Regierung weitere Zahlungen für die kaiserlichen Lehen in Ligurien. Schließlich gab es in Westligurien erneut Unruhen wegen eines Eroberungsversuchs des Herzogtums Savoyen in den Gebieten um Balestrino.
In die Amtszeit von Francesco Invrea fiel im Juni oder Juli 1694 der Tod des Erzbischofs von Genua, Giulio Vincenzo Gentile, der im Vergleich zu seinem Vorgänger Giambattista Spinola in seinem Episkopat eine fruchtbarere „religiöse Zusammenarbeit“ mit der Republik Genua unter Wahrung ihrer geforderten und gerechtfertigten „Unabhängigkeit“ entwickelte. Der Doge, das Senatskollegium und das Volk begrüßten im September den neuen Erzbischof Giambattista Spinola (Neffe seines gleichnamigen Onkels Spinola, genannt „der Alte“).
Am Ende seiner zweijährigen Amtszeit, am 9. September 1695, verließ er seine Residenz im Palazzo Ducale und zog sich ins Privatleben zurück. Das Organ der obersten Syndikate ernannte ihn zum ewigen Prokurator.
Er starb im Jahr 1723 in Genua und wurde in der Basilica della Santissima Annunziata del Vastato beigesetzt.